# Mycodrosophila recula
Mycodrosophila recula är en tvåvingeart som beskrevs av Wheeler och Kambysellis 1966. Mycodrosophila recula ingår i släktet Mycodrosophila och familjen daggflugor.
Artens utbredningsområde är Samoa. Inga underarter finns listade i Catalogue of Life.